# DJI Ronin
DJI Ronin este o serie de suspensii cardanice de stabilizare a camerei motorizate  și camere video digitale  produse de DJI, un producător chinez de drone. 

## Ronin ("Ronin 1")

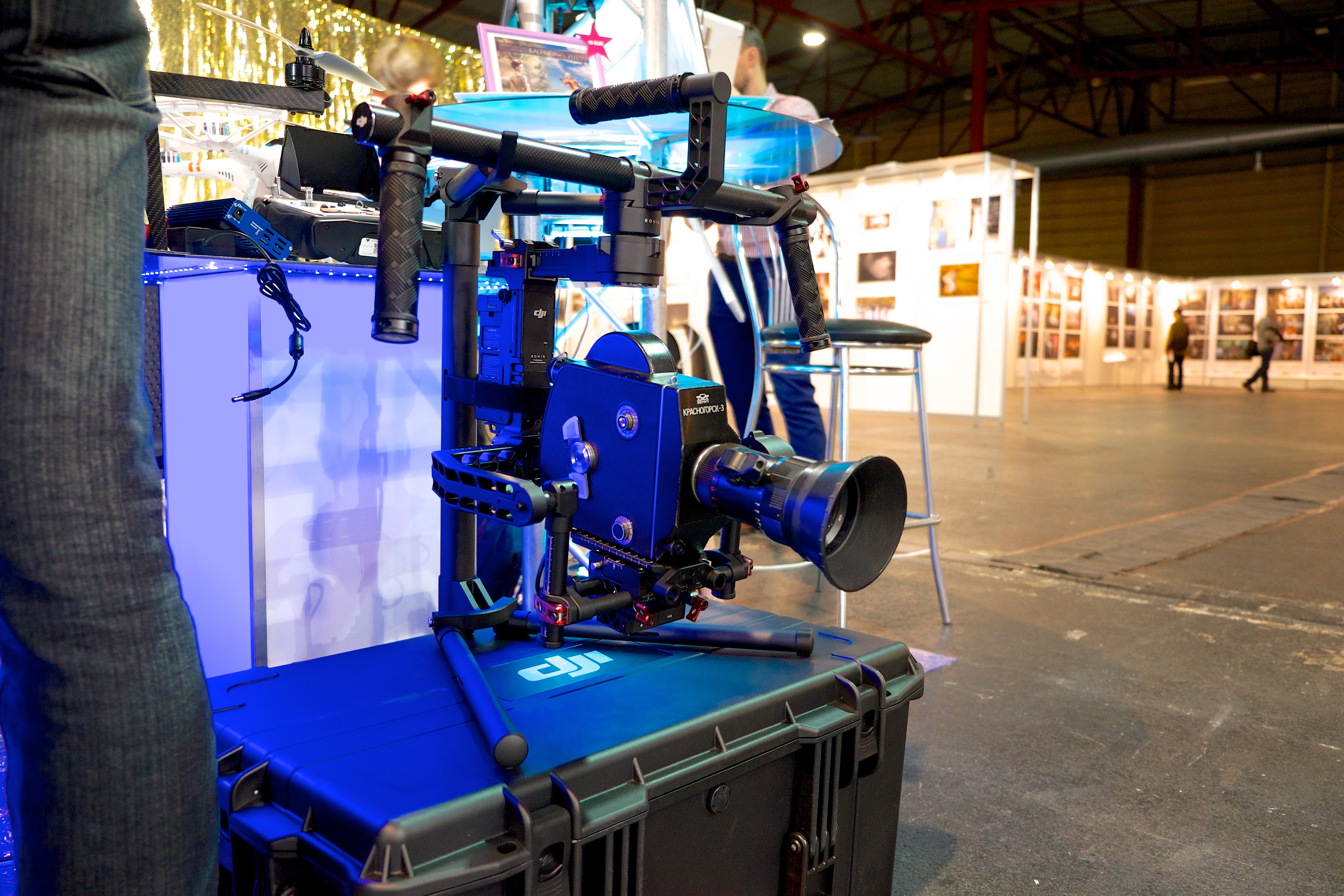
DJI Ronin (prima generație)

Ronin sau „Ronin 1”, anunțat pe 25 iunie 2014,  a fost prima intrare a DJI pe piața cardanelor pentru camere stabilizate digital. Această versiune avea o sarcină utilă maximă de 16 lbs (7,25 kg),  găzduind camerele cinematografice și DSLR mai grele de nivel prosumer ale vremii.

Datorită asemănărilor în convenția de denumire a produselor Ronin, DJI se referă în prezent la acest model ca „Ronin 1” , la fel ca unii furnizori de piață de schimb. 

## Ronin M
Ronin M a redus efectiv greutatea totală și dimensiunile Ronin 1 original într-un pachet similar.  Noul model a introdus o baterie actualizată de 1580 mAh, menținând în același timp compatibilitatea cu bateria de capacitate mai mare a Ronin 1. 

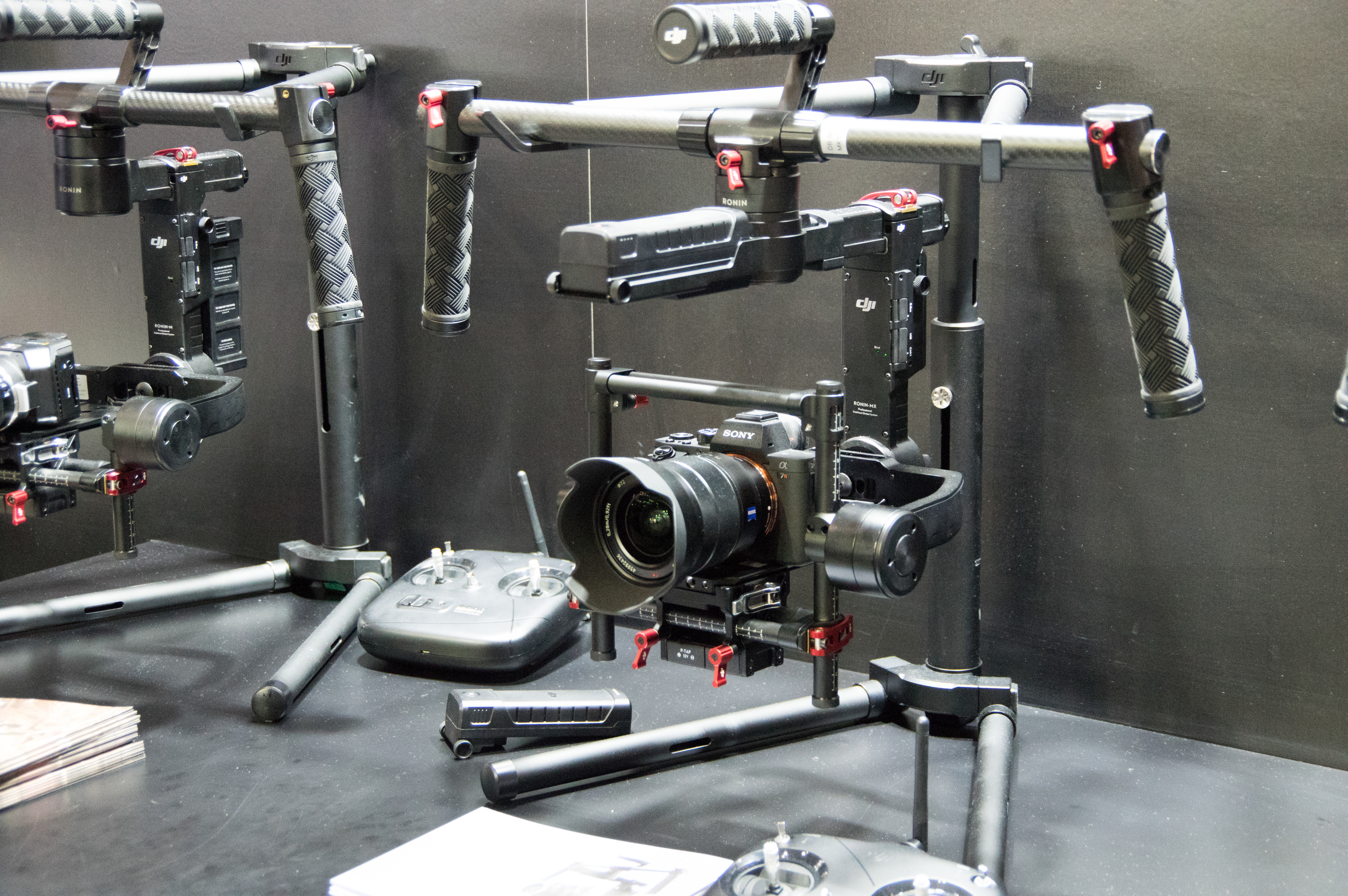
DJI Ronin MX

MX a fost lansat ca un gimbal de acțiune conceput pentru forțe G mai mari și videografii aeriene, cu motoare mai puternice decât modelul M standard.  

Acest model are o sarcină utilă puțin mai mare de 10 lbs (4,5 kg) față de M atunci când este utilizat în mod convențional. Această sarcină utilă scade la 8,49 lbs (3,85 kg) atunci când cardanul este utilizat împreună cu hexacopterul DJI M600. 

## Ronin 2
Ronin 2 este cel mai mare din seria Ronin, conceput pentru aplicații cinematografice profesionale la scară largă, cu o capacitate de până la 30 de lire sterline.   Ronin 2 folosește un inel halo monopod în loc de mânere, oferind mai multe poziții de prindere și puncte de montare. 

## Ronin S
Ronin S este primul Ronin care a încorporat popularul factor de formă cu o singură mână.  Modelul S a încorporat o ergonomie care va deveni comună în gama Ronin. 
S-a câștigat funcțiile DJI Force Mobile și ActiveTrack 3.0 în timpul unei actualizări de firmware lansate în septembrie 2019,  oferindu-i capacitatea de a urmări automat caracteristicile faciale selectate folosind o cameră pentru smartphone conectată prin aplicația DJI Ronin.

## Ronin SC
SC este o versiune redusă a lui S (Ronin S „Compact”)  pentru camere mai ușoare fără oglindă. SC este echipat cu o baterie și o capacitate de încărcare mai mică decât S, dar are o ergonomie similară. 

## Ronin-S2, SC2 (RS 2/RSC 2)

### RS 2
RS 2 este primul gimbal din seria DJI Ronin care include un ecran tactil încorporat  și roată de focalizare.

### RSC 2
RSC 2 este o adaptare bugetară a RS 2, împărtășind multe dintre aceleași caracteristici. La fel ca și Ronin SC anterior, factorul de formă redus este conceput în primul rând pentru camerele fără oglindă.  Spre deosebire de RS 2, RSC 2 necesită un telefon extern pentru ActiveTrack. 

## Ronin 4D (6K și 8K)
4D este prima cameră cinematografică completă integrată în seria Ronin.  Designul îmbină tehnologia cardanului DJI pe un corp de cameră cu un braț izo-elastic pe axa Z.  4D a lansat, de asemenea, sistemul opțional de radar LiDAR al DJI  pentru focalizarea și urmărirea obiectelor pe ecran. 
Ambele versiuni 6K și 8K au fost anunțate pe 20 octombrie 2021.  6K a început să fie livrat în februarie 2022,  în timp ce modelele 8K nu au fost încă livrate. 

## Ronin-S3, S3 Pro, S3 Mini (RS 3/RS 3 Pro/RS 3 Mini)

### RS 3
RS 3 îl înlocuiește pe RSC 2,  încorporând multe dintre caracteristicile lui RS 2, inclusiv ecranul LCD tactil încorporat. 

### RS 3 Pro
RS 3 Pro înlocuiește modelul anterior RS 2, preluând și îmbunătățind funcțiile existente, inclusiv un ecran LCD mai mare (1,8")  pentru controlul cardanului și pentru ActiveTrack și un comutator pentru schimbarea modurilor de fotografiere. 
La fel ca camera de cinema Ronin 4D, RS 3 Pro introduce suport pentru un sistem opțional LiDAR pentru urmărirea și focalizarea automată asupra subiectelor. 
DJI RS 3 Pro este o variantă avansată a lui DJI RS 3. RS 3 Pro folosește brațe extinse din fibre de carbon pentru a permite mai mult spațiu de echilibrare pentru camerele profesionale. De asemenea, camera poate fi montată mai stabil, și poți instala chiar un suport pentru obiectiv.
Pentru a asigura procesul de echilibrare, a fost adăugat un buton de reglare fină pentru axa de înclinare pentru a deplasa camera înainte sau înapoi mai precis, chiar și până la milimetru. 
Desginul structural optimizat al lui RS 3 Pro asigură că greutatea sa rămâne aceeași cu cea a lui RS 2, în timp ce capacitatea sa de încărcare este robustă, de 4.5 kilograme, oferind un sprijin puternic într-un corp ușor.
Un ecran tactil color OLED mare de 1,8 inchi încorporat mărește dimensiunea ecranului cu 28% în comparație cu RS 2, făcându-l incredibil de convenabil pentru setarea parametrilor, verificarea stării fotografierii și încadrarea subiecților urmăriți.

### RS 3 Mini
RS 3 Mini este proiectat pentru a oferi o alternativă ușoară la seria RS mai mare, capabilă să suporte o sarcină utilă de până la 4,4 lire sterline. De asemenea, oferă montare fizică nativă pe corpul cardanului pentru filmări video verticale.   . DJI RS 3 Mini este un gimbal profesional cu trei axe care poate fi manevrat folosind o singura mana, proiectat special pentru camerele mirrorless. Este compatibil cu o gama larga de camere si obiective si accepta o sarcina utila de pana la 2 kg. DJI RS 3 Mini cantareste 795 g, ceea ce il face usor de transportat.

## Comparație de caracteristici
| Model                     | Model Number                                | Announced        | Availability | Type                             | Active Track           | LiDAR compatibility | Unit Weight                | Max Payload           | Battery                                  | Battery Model               |
| ------------------------- | ------------------------------------------- | ---------------- | ------------ | -------------------------------- | ---------------------- | ------------------- | -------------------------- | --------------------- | ---------------------------------------- | --------------------------- |
| Ronin ("Ronin 1")         | CP.ZM.000078                                | June 25, 2014    | Discontinued | Two-handle gimbal                | No                     | No                  | 9.26lbs/4.20kg             | 16.00lbs/7.25kg       | 14.8V 3400mAH 4S LiPo                    | CP.ZM.000099                |
| Ronin M                   | CP.ZM.000144                                | April 23, 2015   | Discontinued | Two-handle gimbal                | No                     | No                  | 5.07lbs/2.30kg             | 8.00lbs/3.60kg        | 14.8V 3400mAH 4S LiPo 14.4V 1580mAh LiPo | CP.ZM.000099 CP.ZM.000226   |
| Ronin MX                  | CP.ZM.000377                                | April 17, 2016   | Discontinued | Two-handle gimbal + aeronautical | No                     | No                  | 6.11lbs/2.77kg             | 10.00lbs/4.50kg       | 14.4V 1580mAh LiPo                       | CP.ZM.000226                |
| Ronin 2                   | CP.ZM.00000008.02                           | April 23, 2017   | Current      | Halo gimbal                      | No                     | No                  | 14.00lbs/6.3kg             | 30.00lbs/13.60kg      | 22.8V 4280mAh LiPo                       | CP.BX.000202 (TB50)         |
| Ronin S                   | CP.ZM.00000103.02                           | January 7, 2018  | Discontinued | Single-handle gimbal             | Yes, w/firmware update | No                  | 4.00lbs/1.81kg             | 7.93lbs/3.60kg        | 14.4V 2400mAh Li-Ion                     | CP.RN.00000004.01 (BG37)    |
| Ronin SC                  | CP.RN.00000040.01 CP.RN.00000043.01 ("Pro") | July 7, 2019     | Current      | Single-handle gimbal             | Yes, w/firmware update | No                  | 2.38lbs/1.08kg             | 4.41lbs/2.00kg        | 14.4V 2450mAh Li-Ion                     | CP.RN.00000047.01 (BG18)    |
| Ronin-S2 (RS 2)           | CP.RN.00000094.01                           | October 15, 2020 | Current      | Single-handle gimbal             | Yes, with RavenEye     | No                  | 3.77lbs/1.71kg             | 10.00lbs/4.50kg       | 15.4 V 1950mAh 4S LiPo                   | CP.RN.00000103.03 (BG30)    |
| Ronin-SC2 (RSC 2)         | CP.RN.00000121.01                           | October 15, 2020 | Current      | Single-handle gimbal             | Yes, with RavenEye     | No                  | 3.40lbs/1.54kg             | 6.61lbs/3.00kg        | 7.2V 3400mAh 2S Li-Ion                   | Integrated, not replaceable |
| Ronin 4D 6K               | CP.RN.00000176.01                           | October 20, 2021 | Current      | Unified gimbal + camera          | Yes, integral          | Yes                 | 10.30lbs/4.67 kg (overall) | Not applicable        | 22.8V 4280mAh LiPo                       | CP.BX.000202 (TB50)         |
| Ronin 4D 8K               | CP.RN.00000177.01                           | October 20, 2021 | Current      | Unified gimbal + camera          | Yes, integral          | Yes                 | 10.30lbs/4.67 kg (overall) | Not applicable        | 22.8V 4280mAh LiPo                       | CP.BX.000202 (TB50)         |
| Ronin-S3 (RS 3)           | CP.RN.00000216.01                           | June 15, 2022    | Current      | Single-handle gimbal             | Yes, with RavenEye     | No                  | 3.26lbs/1.48kg             | 6.60lbs/3.00kg        | 7.2V 3000mAh 18650 Li-Ion                | CP.RN.00000226.01 (BG21)    |
| Ronin-S3 Pro (RS 3 Pro)   | CP.RN.00000218.01                           | June 15, 2022    | Current      | Single-handle gimbal             | Yes, with RavenEye     | Yes                 | 3.59lbs/1.74kg             | 10.00lbs/4.50kg       | 15.4 V 1950mAh 4S LiPo                   | CP.RN.00000103.03 (BG30)    |
| Ronin-S3 Mini (RS 3 Mini) | CP.RN.00000294.01                           | January 10, 2023 | Current      | Single-handle gimbal             | No                     | No                  | 1.75lbs/795 g              | 0.8-4.4lbs/0.4-2.0 kg | 7.2V 2450 mAh 18650 2S Li-Ion            | Integrated, not replaceable |